# Bunias cochlearioides
Bunias cochlearioides är en korsblommig växtart som beskrevs av Johan Andreas Murray. Bunias cochlearioides ingår i släktet ryssgubbar, och familjen korsblommiga växter. Inga underarter finns listade i Catalogue of Life.